# Fejérváry Frigyes
Fejérváry Frigyes, Oblat (Székesfehérvár, 1848. január 10. – Budapest, Józsefváros, 1910. december 11.) jogász, újságíró, lapszerkesztő, honvéd hadbíró, Fejérváry Ervin biztosításügyi szakértő apja és Fejérváry Erzsi nagybátyja.

## Élete
Apja Oblat Ignác (1815–1890) kereskedő, a Székesfehérvári Izraelita Hitközség elnöke, anyja Fischer Janka. Jogi tanulmányokat folytatott a pesti, majd több külföldi egyetemen. 1868-ban a Századunk című lap munkatársa, 1870-ben a Budapesti Közlöny segédszerkesztője volt. Később hadbíró lett és amikor mint hadbíró százados nyugdíjaztatta magát, ismét hírlapírói tevékenységet folytatott. Előbb az Országgyűlési Értesítő és az Ungarische Post című kőnyomatos lapokat szerkesztette, majd 1891-ben megalapította a Magyar Távirati Értesítőt (német kiadásban Ungarische Correspondenz címen). Ezek a kőnyomatos újságok hosszú ideig hírforrásul szolgáltak a külföldi sajtónak Magyarország eseményeiről.

## Családja
Felesége Friedrich Laura (1851–1918) volt, Friedrich Ármin és Grünwald Ida lánya. 1892-ben áttértek a római katolikus vallásra.
Gyermekei
- Fejérváry Melitta (1873–1944), a holokauszt áldozata. Férje Darányi István.
- Fejérváry Tibor (1876–1954) igazgató. Felesége Dolovicsényi Jolán.
- Fejérváry Lucia Márta (1877–?). Első férje Vágó (Wolf) Bertalan gépészmérnök, második Vittek Barényi Béla Zoltán.
- Fejérváry Ervin (1879–1959). Felesége Dornai (Deutsch) Angyalka Gabriella.
- Fejérváry Sándor Amádé (1887–1927). Felesége Bäcker Mária Ilona (1894–1968).